# 일본공산당 중앙위원회의장
일본공산당 중앙위원회의장(일본어: 日本共産党中央委員会議長 니혼쿄산토쥬오이인카이기쵸[*])은 일본공산당의 당의장이다. 중앙위원회 총회에서 선출된다. 당위원장, 서기국장과 함께 "당삼역(党三役)"이라고 한다. 
일본공산당 당규에서는 개인 직무로서 당수를 두고 있지 않고, 중앙위원회가 조직으로서 대외적으로 당을 대표한다. 당위원장이 대외적으로 사실상의 당수 역할을 한다면, 당의장은 대내적으로 당의 형식상 제1인자다. 하지만 처음부터 명예직의 색채를 띠고 있었고, 실권자인 당위원장이 퇴임 후 맡게 되는 경향이 있다. 1997년 제21차 당대회에서 당규가 개정되어 비상설직이 되었고, 제3대 당의장 후와 테즈조가 제24차 당대회에서 사임하면서 현재 공석이다.

## 역대 당의장
1. 노사카 산조(1958년-1982년)
2. 미야모토 겐지(1982년-1997년)
3. 후와 테즈조(2000년-2006년)
4. 공석(2006년-현재)